# 伊始之地
《伊始之地》是由Free Lives开发、Devolver Digital发行的一款策略游戏，适用于Android、iOS和Windows平台。该游戏于2023年3月28日发布。
虽然游戏玩法侧重于放置建筑物，这在城市建设游戏中很常见，但《伊始之地》却相反——它侧重于生态系统的重建。游戏的灵感来源于重塑自然运动和气候危机，与其促进资源消耗以扩大规模不同，它寻求的是恢复自然而非开发利用它。

## 游戏玩法
玩家的任务是将一片荒凉的荒地变成拥有各种植物和动物的生态乐园。
这可以通过在景观上放置一些建筑物来实现，这些建筑允许您进行地形改造。风力发动机提供动力，但只能放置在石质地块上。这些发动机用于为毒素洗涤器提供动力，为灌溉土壤做准备。水泵用于重新灌溉干涸的河床，而其他工具则允许玩家在地图上的任何地方创造新的河流和新的石质地块。
每当玩家将荒地转化为茂盛的生态系统时，就会获得积分，这些积分可以用于购买更多的建筑和升级。
在游戏的第二阶段，玩家可以升级现有的建筑物以创造湿地、野花草地和茂密森林等生物群系。 恢复这些生物群系将导致鹿群、鸟群、鱼群和独自漫步的熊在地图上繁衍。 
游戏的独特卖点在于第三阶段，一旦恢复足够数量的生态系统和天气，玩家将被要求回收他们放置的建筑物，以创建一艘飞艇来离开该地图。而后，他们将不会留下任何存在的痕迹；只留下一个被重建的乐园。

## 开发
《伊始之地》于2021年6月7日公开宣布。
该游戏最初由Sam Alfred、Jonathan Hau-Yoon和Jarred Lunt于2019年10月为Ludum Dare 45活动开发，并在Itch.io上发布。然而，在2020年10月，开发者们与Free Lives合作，制作一个更深入的版本，包括更多级别和升级后的图形。
2021年6月16日，作为Steam Next Fest 的一部分，免费试玩版已开放下载。
1月14日，游戏开发者在游戏的Steam页面上发布一则更新，详细介绍自游戏演示版发布以来的进展。计划中的新内容包括新的机制、建筑、动物和环境，其中包括珊瑚礁、新的单轨铁路和红树林等。一旦热带地区的工作完成，他们计划开始制作极地地区，那将引入雪、苔原和熔岩等内容。

## 评价
《伊始之地》在《Metacritic》上获得正面评价。《PC Gamer》称该游戏是“一种始终让人感到放松和满足的体验”，在取代像《文明》或《纪元》这样的复杂游戏。《Hardcore Gamer》称赞其“简单但非常有趣的游戏玩法、引人注目和华丽的视觉效果以及适度的挑战难度”。《Rock, Paper, Shotgun》发现反向城市建造者谜题元素是“无法避免的惩罚”，但《Hardcore Gamer》认为它们作为游戏是“最聪明和独特的钩子”。《Rock Paper Shotgun》的评论家批评游戏过于专注“追逐数字”，觉得游戏后期破坏了其放松的氛围。相比之下，《卫报》认为游戏玩法“比预期中更宽容”，并称赞游戏的各个元素如何结合在一起让它变得放松。他们还认为游戏的简单和易用性强化了其传达清理环境可以变得简单的信息。